# 문학 장르
문학 장르(文學 genre)는 문학 작품의 범주이다. 장르는 문학적 기법이나 어조, 내용, 심지어 소설의 경우는 길이에 따라 결정될 수 있다. 일반적으로 장르는 더 추상적이고 포괄적인 종류에서 더 구체적인 구분으로 세분화시킨다. 장르와 범주의 구분은 유연하고 느슨하게 정의되어 있으며, 장르를 지정하는 규칙조차도 시간이 지남에 따라 변하고 상당히 불안정하다.
오늘날의 고전 문학 장르 대부분은 아리스토텔레스가 유명한 논문 수사학과 시학에서 서술한 개요의 바탕이 되는 그의 이데올로기에서 출발한다. 논문 《수사학》에서 아리스토텔레스는 수사적 문학 장르를 심의적(조언을 위한 연설), 법정적(법정에서의 변론), 제의적(선전을 위한 연설)의 세 가지 범주로 분류하였다. 더 나아가 그는 논문 《시학》에서 시의 장르를 분류하고 서사시, 비극, 희극의 세 가지 장르 형식 구분도 만들었다. 문학 장르에 대한 아리스토텔레스의 생각은 다른 학자들의 연구를 통해 미세하게 조정되었다.
장르는 모두 산문이나 시의 형태일 수 있다. 여기에 더하여 풍자, 우의, 목가와 같은 장르는 하위 장르로써 뿐만 아니라 여러 장르의 혼합으로써도 위의 장르 어느 것에든 나타날 수 있다. 마지막으로 장르는 그것이 구성된 역사 시대의 보편적인 문화 운동에 따라 정의된다.
장르는 성인, 청소년, 어린이로 분류되는 문학의 연령 범주와 혼동될 수 있다. 또한, 그래픽 노블이나 그림책 하위장르 같은 '포맷'(format)과도 다르다.

## 장르의 역사

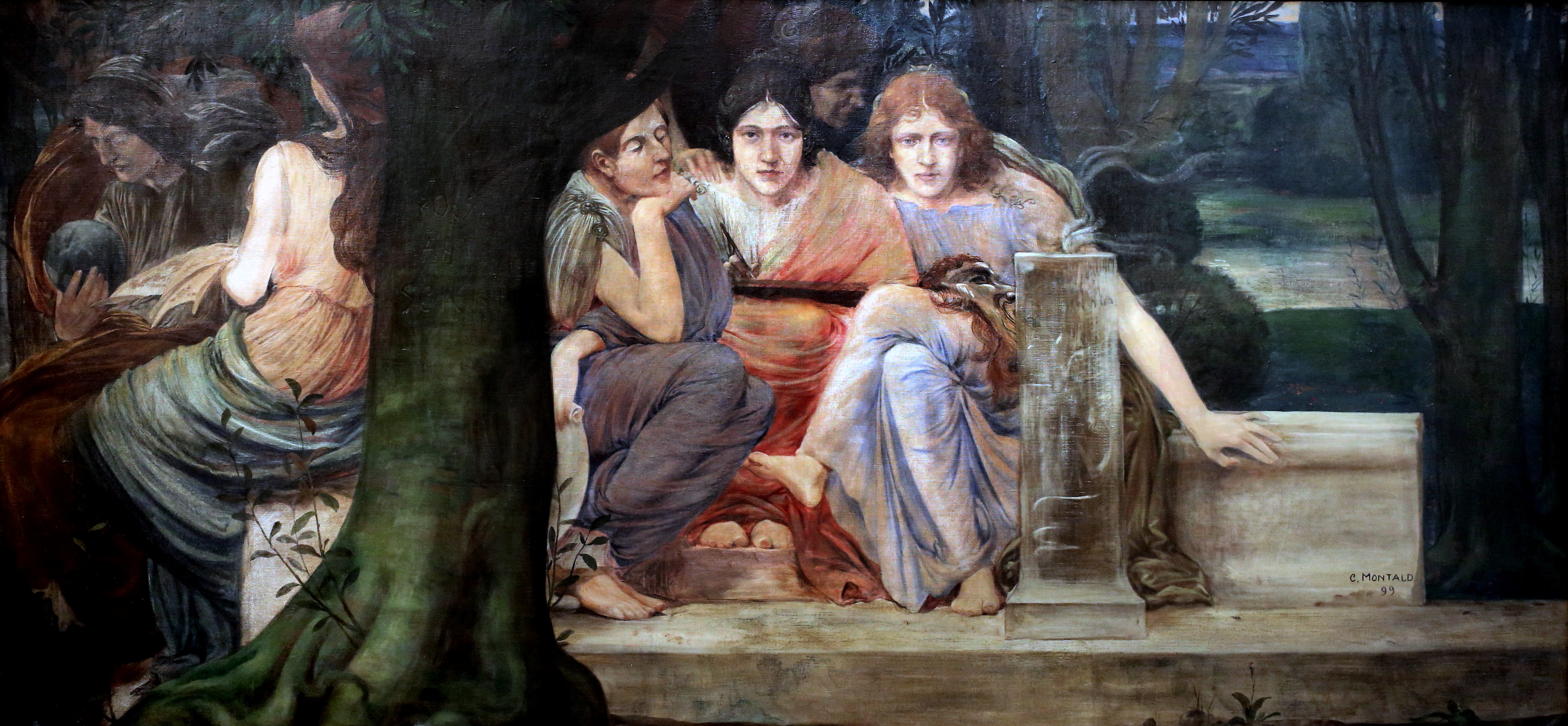
"문학 장르의 알레고리", 콩스탕 몽탈드 작

### 장르의 기반이 된 아리스토텔레스
장르 이데올로기는 문학 장르의 분류에 생물학적 개념을 적용한 아리스토텔레스의 이데올로기 및 저작과 함께 진정으로 발전하기 시작하였다. 이러한 분류는 주로 그의 논문 《수사학》과 《시학》에서 논한다. 이 논문들에서 그는 산문과 운문 장르를 비롯하여 수사적 문학 장르를 개괄적으로 설명한다. 《수사학》에서 아리스토텔레스는 새로운 세 가지 수사적 문학 장르를 소개하는데, 심의적, 법정적, 제의적 수사학이 그것이다. 그는 연설가들이 이러한 수사적 장르의 사용을 통해 달성하고자 하는 목표에 대해 논한다.
논문 시학에서 아리스토텔레스는 세 가지 주요 산문/시 장르 서사시, 비극, 희극을 논한다. 그는 이러한 장르들이 인간의 감정과 특성을 재현하고 모방한다는 점에 주목하면서 모방시의 주요 형식으로 논한다.

### 다른 학자들의 기여
장르는 수많은 문학 평론가와 학자들에 의해 더욱 발전하였다. 특히 노스럽 프라이라는 학자는 장르 체계를 이론화하고 언어화한 《비평의 해부》(Anatomy of Criticism)를 출판하였다. 이 체계를 통해 그는 일련의 규칙을 사용하여 각 장르의 제약을 설명한다. 저서에서 그는 "작품의 주인공과 우리 자신 또는 자연 법칙의 관계"의 구성을 통해 신화, 전설, 상위모방 장르, 하위모방 장르, 아이러니, 희극, 비극 장르의 방법론적인 분류를 정의한다. 또한 "현실"과 "이상"의 병치를 사용하여 로맨스(이상), 아이러니(현실), 희극(현실에서 이상으로 전환), 비극(이상에서 현실로 전환)의 장르를 분류한다. 마지막으로 대상이 되는 청중에 따라서 드라마(공연 작품), 서정시(노래 작품), 서사시(낭송 작품)로 장르를 나눈다.
프라이 이전에도 문학 장르를 형성하는 데 도움이 된 작품이 많이 쓰였다. 이러한 작품 중 로마 시대 그리스어 논문 《숭고함에 대하여》(그리스어: Περì Ὕψους)는 오십 명 이상의 문학 작가들의 작품과 그들이 청중의 감정과 정서에 영향을 미치는 방법에 대해 논하였다.
"상상적" 장르, 또는 실제로는 사실이 아닌 만들어진 장소, 사람, 또는 사물이 존재하는 장르(존재하지 않는 것에 대하여 쓰기)는 낭만주의 시대에야 시작되었다. 이러한 변화의 이유는 종종 전쟁, 내분, 전복된 지도 세력의 측면에서 서구 세계에서 일어나고 있던 사회적 사건에 기인한다. 사람들은 각자의 상황에서 벗어나기 위해 "현실 도피"의 필요성을 느꼈다.

## 장르

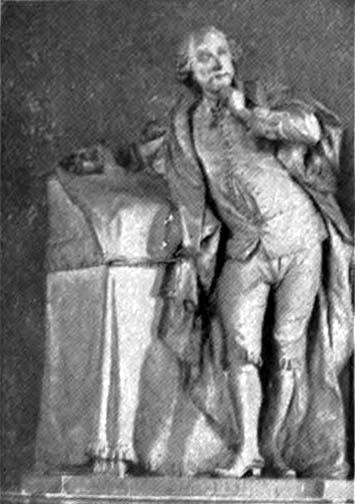
윌리엄 셰익스피어의 동상

문학 작품은 다양한 유형이 존재하며, 장르는 위에서 언급한 바와 같이 특정하게 공유된 관례에 따라 분류한다. 그런 다음 장르는 하위장르로 더 나뉘게 된다. 문학은 고대 그리스의 고전적인 세 가지 형식인 시, 드라마, 산문으로 세분화된다. 시는 다시 서정시, 서사시, 극시 장르로 세분화될 수 있다. 서정시는 노래, 송가, 발라드, 애가, 소네트와 같은 짧은 형태의 시 모두를 포함한다. 극시는 희극, 비극, 멜로드라마 등을 포함하여 희비극과 같은 혼합 장르가 들어갈 수 있다.
비극과 희극으로 나누는 드라마의 표준적 구분은 그리스 드라마에서 유래하였다. 이 구분은 하위장르로 더 나뉠 수 있는데, 희극의 경우는 풍습 희극, 감상 희극, 벌레스크 희극, 풍자 희극 등의 고유한 하위장르가 있다.
종종 작품을 장르로 나누는 기준이 일관되지 않아 작가와 비평가 모두에게 논쟁과 변화, 도전의 대상이 되기도 한다. 그러나 몇 가지 기본적인 구분에는 거의 이견이 없을 수 있다. 예를 들어, 픽션("실화나 상황에 기초했을 수 있지만 사실로 표현되지 않은 상상으로 창작한 문학")과 같은 일반적이고 느슨한 장르가 모든 픽션 문학에 보편적으로 적용되지는 않으며, 대신 일반적으로 장편 소설, 단편 소설, 중편 소설로 제한되나 우화는 포함되지 않고, 산문 또한 주로 이 장르에 들어간다.
세미 픽션, 또는 스팬스 스토리에는 상당한 양의 논픽션이 포함된다. 이름만 바뀐 채 실화를 재구성한 것일 수 있다. 또한, 제리 사인펠트 같은 세미픽션 등장인물이 허구의 사건에 상호 작용할 수도 있다.

## 현대 장르 이론
현대 장르 이론의 기원은 18세기 후반과 19세기 초반의 유럽 낭만주의 운동으로 거슬러 올라가며, 이 운동에서 장르의 개념을 매우 면밀하게 검토하였다. 장르적 제약을 무시할 수 있다는 생각과 각 문학 작품이 "장르 그 자체"라는 발상이 인기를 얻었고, 장르 정의는 "원시적이고 유치한" 것으로 여겨졌다. 이 시점부터 21세기까지 현대 장르 이론은 종종 수 세기 동안 장르의 범주화를 표시해 온 관례를 없애려고 하였다. 그러나 21세기에 들어서며 장르는 개성의 상실이나 과도한 순응과 연관된 부정적 의미를 상당 부분 잃게 되며 새로운 시대를 맞게 되었다.

## 주요 형식
- 시(소네트, 하이쿠, 리머릭, 한시)
- 산문(장편 소설, 중편 소설, 단편 소설)

## 같이 보기
- 장르 소설
- 작문 장르 목록